# Lola Montès
Lola Montès è un film del 1955 diretto da Max Ophüls, tratto da un romanzo di Cécil Saint-Laurent, basato sulla vita della danzatrice Lola Montez.

## Trama
A conclusione di una rumorosa parabola, minata nel fisico e nello spirito, Lola Montès, al secolo Maria Dolores Porriz y Montès, è divenuta attrazione circense, in uno spettacolo gestito da un avido e spregiudicato impresario. In dodici quadri viventi, tra numeri equestri ed evoluzioni di equilibrismo, è essa stessa a interpretare gli avvenimenti di cui fu protagonista, introdotti e accompagnati dalla voce narrante del presentatore-impresario.
Il famelico pubblico viene così accompagnato attraverso i primi passi della vita della famosa danzatrice; dal rientro dalle Indie, a seguito della morte del padre, sino al primo disastroso matrimonio con un ufficiale scozzese, uomo violento e dedito al bere, sottratto alle attenzioni della madre, che avrebbe voluto darla in sposa a un ricco, quanto anziano, banchiere. Di qui, per le capitali di tutto il mondo, prende il via la sua carriera di mantenuta di teste coronate, artisti e uomini d'affari.
È in affettuosa intimità con Franz Liszt. A causa sua si sfiora una crisi diplomatica internazionale. Entra nelle grazie di Ludovico I di Baviera, divenendone la favorita. Il comportamento del sovrano, ritenuto offensivo della dignità dello Stato, è all'origine di moti di piazza. Nottetempo, Lola fugge accompagnata da uno studente nazionalista, che le giura eterna fedeltà. Ma la donna ha ormai smesso di sognare e accetta la proposta, rivoltale tempo addietro dall'impresario circense.
Nonostante il parere contrario del medico, Lola conclude lo spettacolo, con un volo dall'alto, senza rete di protezione, per poi offrirsi, nel serraglio delle belve feroci, in pasto allo sguardo ravvicinato del pubblico, per la modica spesa di un dollaro.

## Produzione
La realizzazione del film, concepito come uno dei più ambiziosi progetti europei, con un budget di 1 milione e mezzo di dollari, un record, sino ad allora, per la Francia, fu segnata da continui contrasti dei produttori col regista. Ophüls, al suo ultimo film, prima che la morte lo cogliesse nel 1957 ad Amburgo, anche a seguito del logorio di questa battaglia, dovette accettare, la “star sexy” del cinema francese Martine Carol, nel ruolo della protagonista e inoltre l'imposizione del formato CinemaScope e la realizzazione di una triplice versione del film: francese, tedesca e inglese (solo le prime due furono poi effettivamente portate a compimento).
D'altro canto, il regista, cui nel contratto era riconosciuta totale autonomia creativa e che poteva avvalersi della collaborazione di un gruppo di fidati collaboratori, non intendeva rinunciare alle proprie scelte. Così, il CinemaScope, formato non gradito all'autore, alla sua prima esperienza con esso, venne spesso modificato con l'uso di mascherini o altri accorgimenti tecnici. I frequenti contrasti, le richieste, ritenute a volte stravaganti del regista, portarono a un gonfiamento dei costi, che costrinsero attori e maestranze a lavorare gratuitamente e che avrebbe portato al fallimento della produzione.
Per motivi di commercializzazione, a Ophüls fu imposta una versione finale del film di 110 minuti, tagliata di 30 minuti rispetto a quella voluta dall'autore. Di ulteriori 20 minuti fu ridotta la versione italiana. Nel 2002 fu effettuato un accurato restauro della versione tedesca.

## Critica
Sin dalla lettura del romanzo di Cécil Saint-Laurent, Ophüls aveva inteso sottolinearne gli aspetti legati al progressivo affermarsi della società dello spettacolo, al prevalere delle leggi della pubblicità sulla vita; di spingere la superproduzione a lui affidata «ai limiti dell'autorappresentazione» A partire da questa esigenza critica aveva organizzato il soggetto, svuotandolo del suo contenuto drammatico, sia col non rispettare l'ordine cronologico della vicenda, sia restituendoci un ritratto, spento, inespressivo della protagonista, divenuta informe materia nelle mani del suo artista-impresario, interpretato da un vulcanico Peter Ustinov. Su queste scelte, all'origine dello scarso successo commerciale del film, si accese un confronto critico, nel quale, a favore del regista, si schierarono i giovani dei Cahiers, oltre a Rossellini e Tati.
Come confidò a François Truffaut, in quel suo ultimo film Ophüls integrò “tutto ciò che di inquieto, torbido, c'era nei giornali di quegli ultimi tre mesi: divorzi hollywoodiani, tentativo di suicidio di Judy Garland, l'avventura di Rita Hayworth, i circhi americani a tre piste, l'avvento del CinemaScope e del cinerama, il dilagare della pubblicità, le iperboli della vita moderna”.